# Autobahnraststätte Würenlos

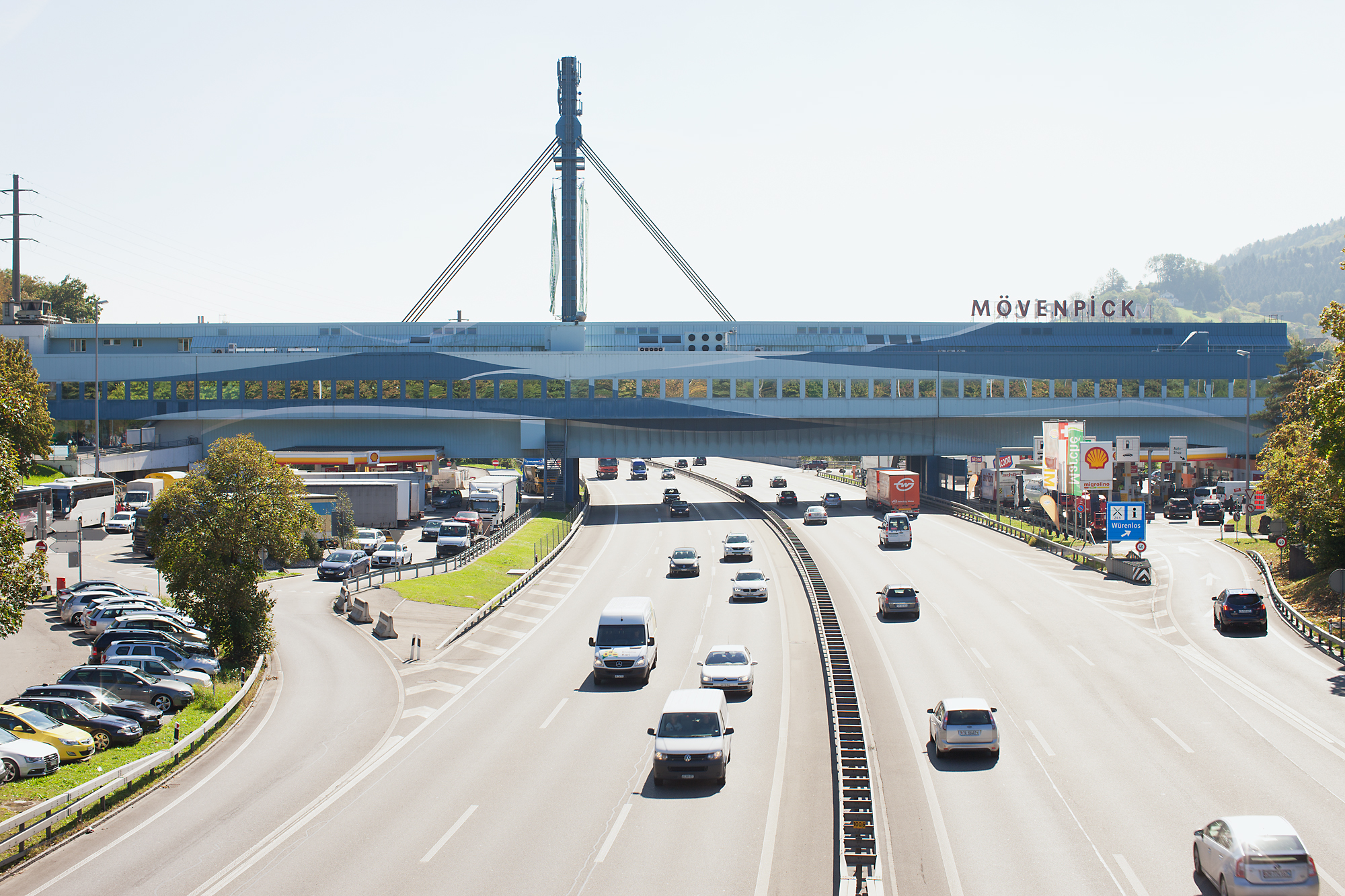
Shopping-Raststätte Würenlos in Fahrtrichtung Zürich

Die Autobahnraststätte Würenlos liegt westlich von Zürich auf dem Gebiet der Gemeinde Würenlos im Kanton Aargau. Diese Autobahnraststätte ist eine von dreien in der Schweiz mit einem Brückenrestaurant. Sie wurde 1972 eröffnet und befindet sich an der A1/A3, einem der meistbefahrenen Autobahnabschnitte des Landes. Bei ihrer Eröffnung war sie die grösste über eine Autobahn gespannte Raststätte Europas. Umgangssprachlich ist die Bezeichnung «Fressbalken» weit verbreitet, der wenig bekannte offizielle Name der Anlage lautet Shopping-Raststätte Würenlos. Die Raststätte wird von der Bovida Real Estate AG mit Sitz in Baar betrieben. Die Besitzer liessen die Raststätte 2019 umfassend renovieren und möchten sie, laut eigenen Angaben, zu einer modernen und nachhaltigen Raststätte mit einem Fokus auf Schweizer Marken und Dienstleistungen sowie regionalen Angeboten weiterentwickeln. Die einstigen Bauherren der Raststätte waren Mövenpick und Gulf Oil.

## Anlage
Die Raststätte steht auf halbem Weg zwischen Baden und Dietikon an der engsten Stelle des Limmattals, in unmittelbarer Nähe der Mündung des Furtbachs in die Limmat. Das Dorfzentrum von Würenlos befindet sich etwas mehr als einen Kilometer weiter östlich, auf der gegenüberliegenden Seite der Limmat liegt das Dorf Killwangen.
Jährlich zählt die Raststätte rund 2,3 Millionen Besucher und 1,2 Millionen Tankstopps (2010).

### Bauwerk

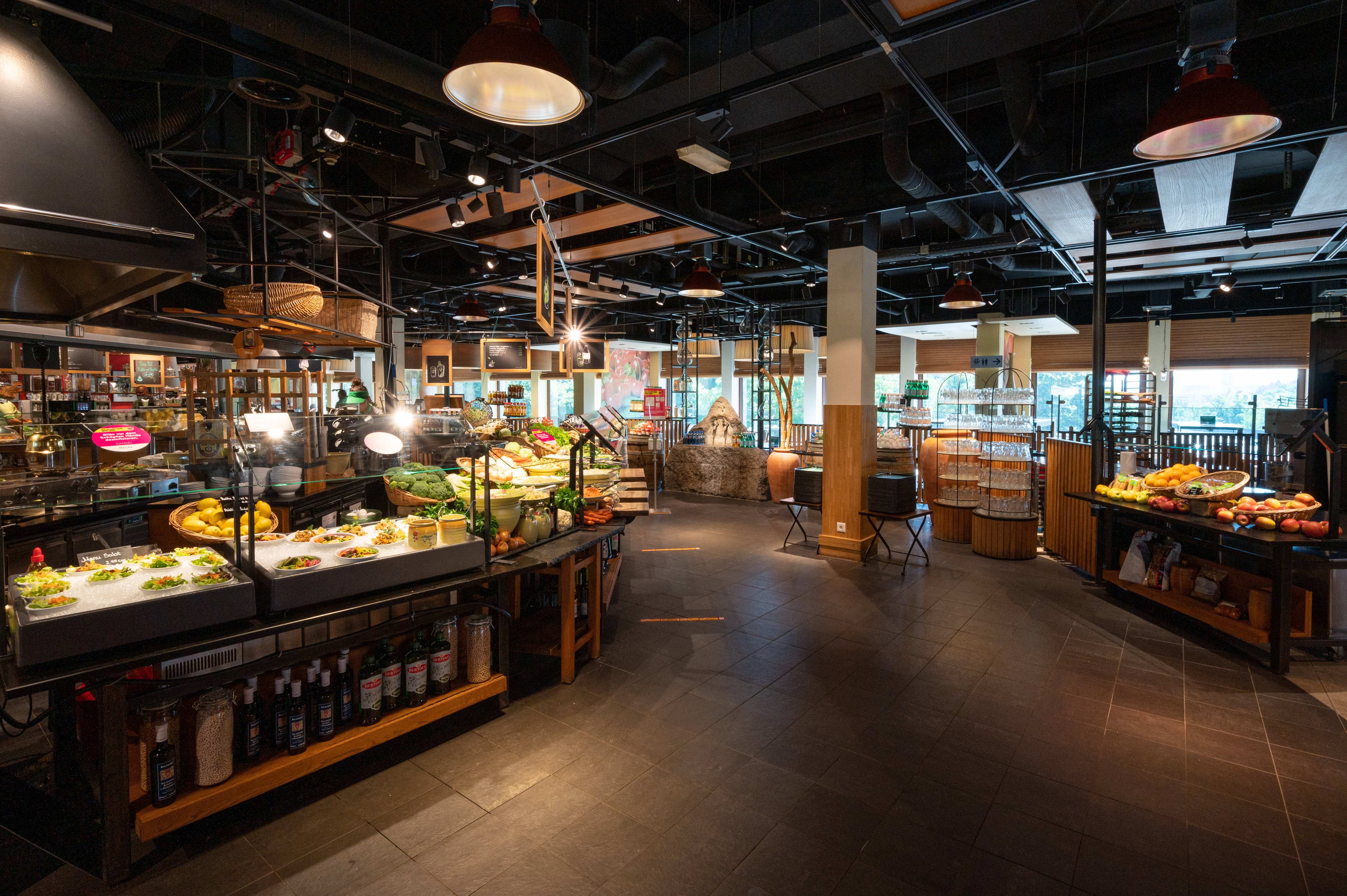
Innenansicht des Speiserestaurants Marché im Obergeschoss der Raststätte

Das vom Zürcher Architekturbüro Marti + Kast geplante Bauwerk ist 140 Meter lang, die Breite beträgt zwischen 18,6 und 36 Metern. Die Brücke spannt sich in einer Höhe von bis zu 17 Metern über die gesamte Autobahn, getragen von zwei markanten, 45 Meter hohen Pylonen, von deren Gesamthöhe 28 Meter über dem Dach sichtbar sind. Auf zwei Etagen verteilen sich 7800 m² Geschossfläche. Unter der Brücke ist jeweils im Bereich des Widerlagers je eine Tankstelle mit zugehörigem Shop integriert. Auf der Nordostseite befindet sich hinter dem Tankstellenshop zudem die Anlieferung für das gesamte Brückenbauwerk.

### Nutzung und Öffnungszeiten
Mit dem Umbau 2004 wurden die Gastronomieflächen von Mövenpick stark verkleinert und beschränken sich auf das Mövenpick Café am Nordostende der Brücke und das Marché Restaurant in einem Teil des Obergeschosses. Beim Südwestende der Brücke entstand ein eingeschossiger Pavillonbau, in welchem von Marché als Franchisenehmer Burger King angesiedelt wurde. Insgesamt boten die drei Gastronomiebetriebe dazumal rund 500 Plätze. Der Ladenbereich umfasst nach dem Umbau 19 Lokale. Im Rahmen des Besitzerwechsels wurde die Raststätte seit 2017 schrittweise umgebaut, wobei mehrere der Ladenlokale modernisiert wurden. Heute befinden sich in der Raststätte Läden bekannter Schweizer Detailhandelsketten wie Coop, Nestlé, Läderach, Victorinox, Alfons Blumenmarkt oder Christ.
Die Tankstellen werden seit Eröffnung von Gulf Oil respektive seit Übernahme 1983 von Shell betrieben; die Tankstellenshops präsentieren sich mittlerweile als Migrolino-Standorte.
Die Geschäfte sind täglich zwölf Stunden lang geöffnet, die Tankstellen rund um die Uhr.

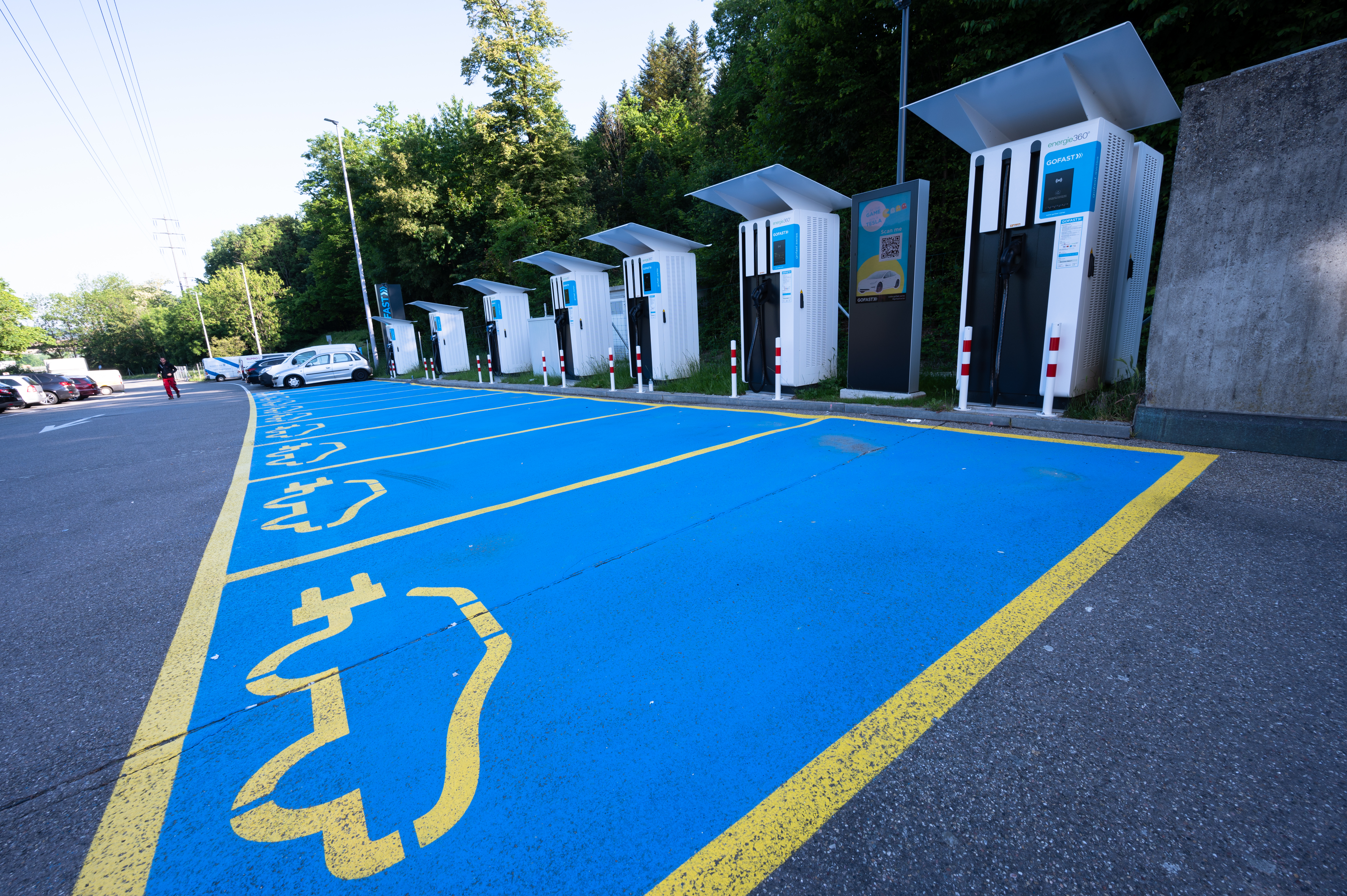
Insgesamt 20 Elektroladestationen befinden sich vor dem Eingang der Raststätte

### Parkplätze
Im Rahmen der Ende November 2019 vollendeten Erneuerung der Raststättenanlage wurde die Anzahl verfügbarer Parkplätze auf insgesamt 560 erhöht. Zudem wurden 20 Ladestationen für Elektrofahrzeuge erstellt und ein dedizierter Park & Ride-Bereich in Betrieb genommen.

## Geschichte

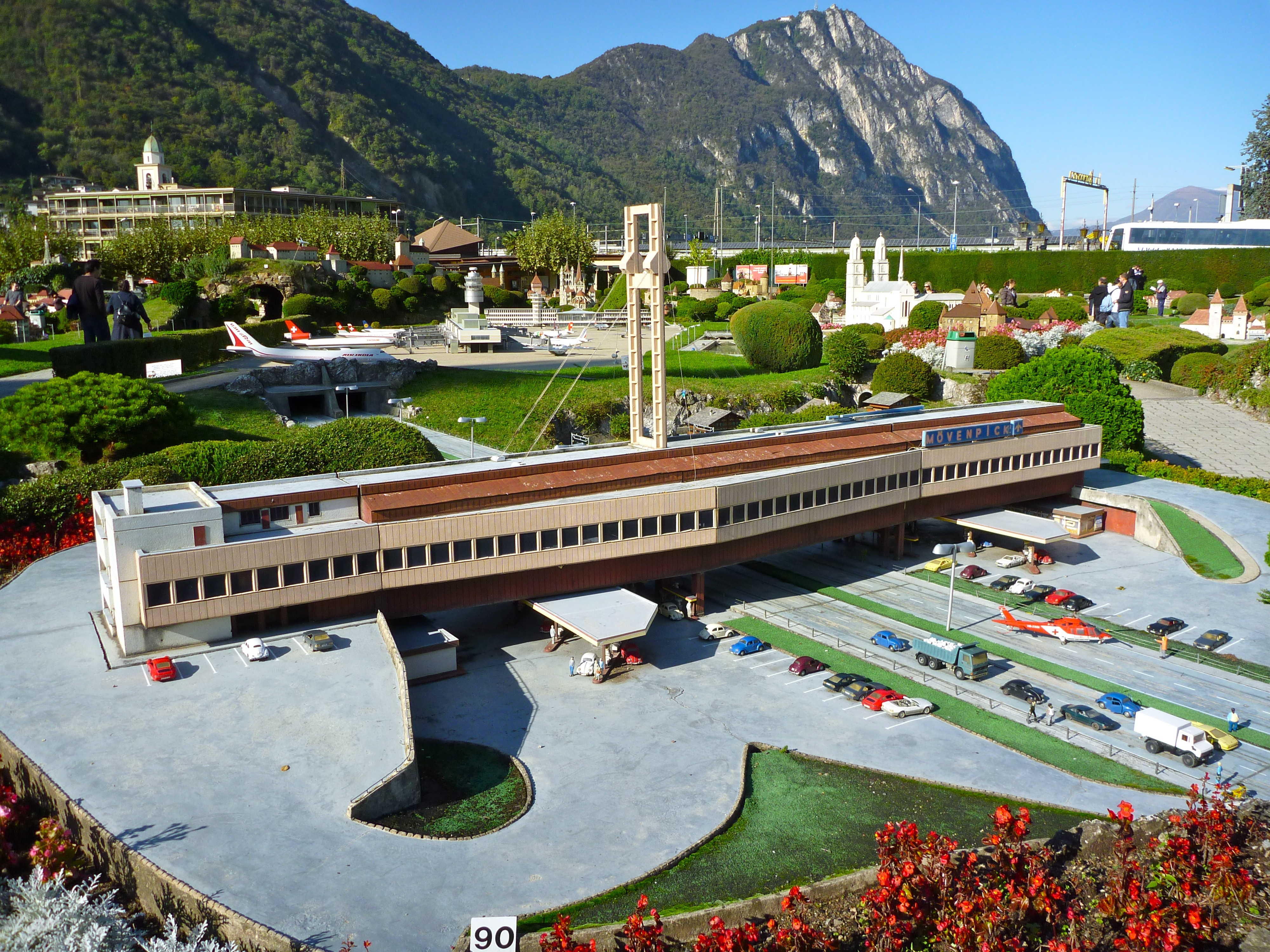
Modell im Swissminiatur (zeigt den Zustand vor dem Umbau)

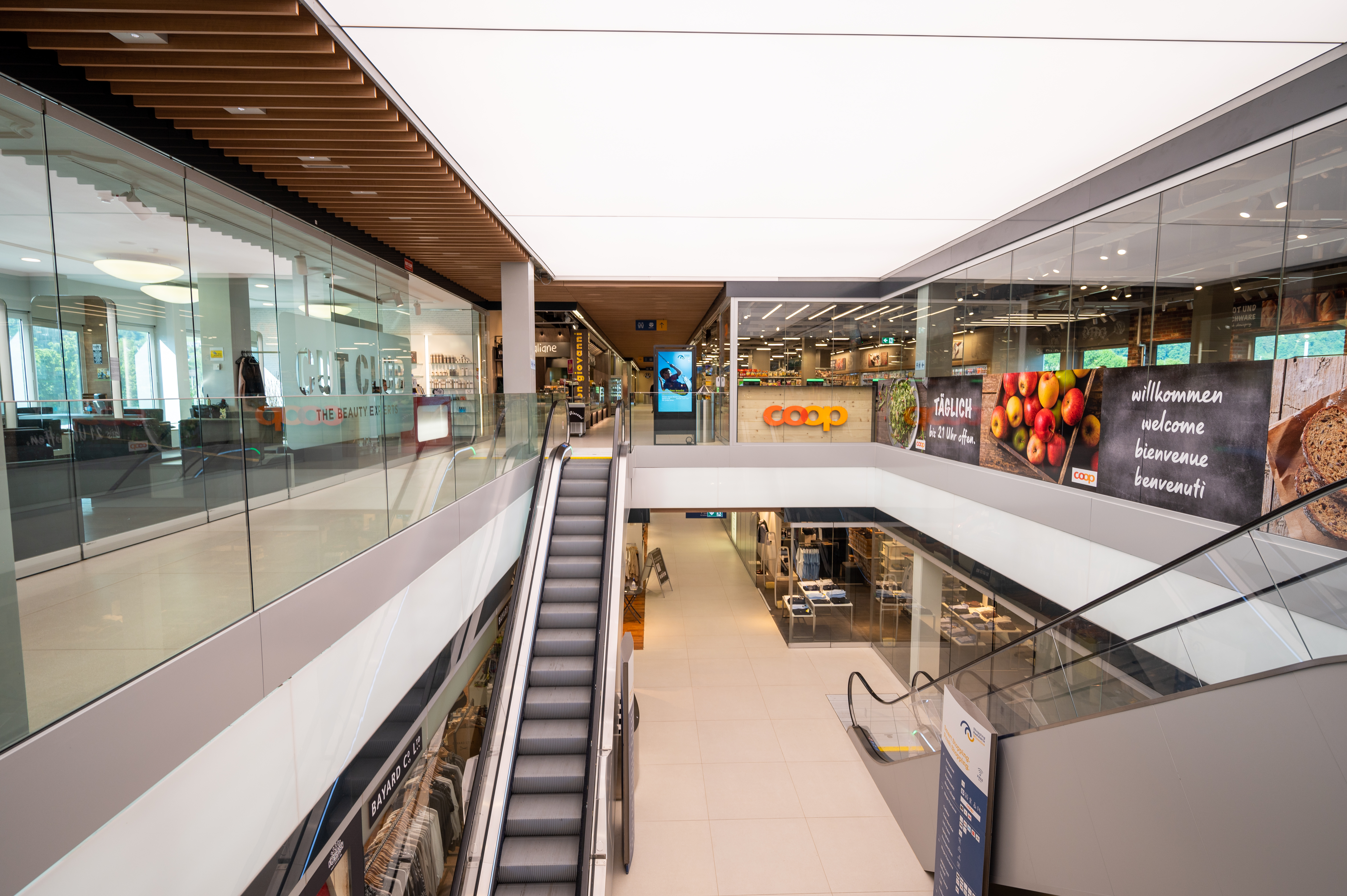
Innenansicht des Obergeschosses mit Rolltreppen

Der grösste Teil des Schweizer Autobahnnetzes entstand in den 1960er und 1970er Jahren. Das Teilstück Hunzenschwil–Neuenhof wurde am 7. Oktober 1970 eröffnet, am 15. Oktober 1971 folgte das Teilstück Neuenhof–Zürich. Von Anfang an hatten die zuständigen Bundesbehörden den Bau einer Raststätte in Würenlos vorgesehen, 1968 leitete das aargauische Tiefbauamt ein Ausschreibungsverfahren ein. Erste Überlegungen gingen noch davon aus, im Bereich der Furtbachmündung einen Damm aufzuschütten und auf diesem die Raststätte zu errichten. Als sich der Würenloser Gemeinderat gegen diese Bauweise aussprach, entschieden sich die Planer für eine Brückenkonstruktion. Für den Tankstellenbetrieb interessierte sich Gulf Oil, während Mövenpick den Zuschlag für den Gastronomieteil erhielt. Am 4. Februar 1971 erfolgte die Gründung der Autobahnraststätte Würenlos AG, an der Gulf Oil und Mövenpick je zur Hälfte beteiligt waren.
Ein Rechtsgutachten war im Oktober 1969 zum Schluss gekommen, dass der Kanton als Grundeigentümer allein für die Baugenehmigung zuständig sei und die Gemeinde Würenlos nur ein Anhörungsrecht besitze. Eine Einzonung des Gebiets sei nicht notwendig. Die Dorfbevölkerung selbst wurde im Mai 1970 über das Bauvorhaben informiert, nennenswerte Opposition scheint es keine gegeben zu haben. In einem Baurechtsvertrag trat der Kanton das Grundstück an Gulf Oil und Mövenpick ab, im Oktober 1970 erteilte er die Baubewilligung. Die Bauarbeiten begannen im November 1971 und dauerten rund ein Jahr. Der rechtzeitige Abschluss des Projekts schien im März 1972 gefährdet, da nicht genügend Unterkünfte für das Personal bereitstanden. Einsprachen verzögerten den Bau eines Personalhauses im Dorf, so dass am südlichen Brückenkopf provisorische Pavillons aufgestellt werden mussten. Diese blieben zum Teil bis 1978 stehen.
Die Anlage, die 25 Millionen Franken gekostet hatte, wurde im November 1972 in Betrieb genommen. Am 24. November fand eine Präsentation für 200 geladene Gäste und Journalisten statt, die offizielle feierliche Eröffnung am 1. Dezember. Damals war die Anlage in Würenlos die grösste über eine Autobahn gespannte Raststätte Europas. In den Siebzigerjahren war die Raststätte aufgrund ihres breiten gastronomischen Angebots und der Einkaufsmöglichkeiten insbesondere an den Wochenenden als Ausflugsziel beliebt. Bald etablierte sich die Bezeichnung «Fressbalken», die sich bis heute hält. Eine ausführliche literarische Würdigung erhielt die Raststätte in dem 1975 erschienenen Roman Niemand ist eine Insel von Johannes Mario Simmel. Ein Modell der Raststätte befindet sich zudem in der Anlage «Swissminiatur». Mit einem finanziellen Aufwand von 23 Millionen Franken wurde die Autobahnraststätte im Jahr 2004 umgebaut. Dabei vergrösserte man die Fläche der Ladengeschäfte auf Kosten des Gastronomiebereichs. Die für die 1970er Jahre typische orange-braune Farbgebung der Fassade ersetzte man durch einen neuen weiss-blauen Anstrich. 2008/09 war der Parkplatz der Raststätte an Wochenenden ein schweizweit bekannter Treffpunkt der Tuning-Szene, bis die Polizei mit mehreren Grosskontrollen weitere nächtliche Treffen unterband.
Mit Vertrag vom 24. Oktober 2011 beschloss die «Shell (Switzerland) AG» als Rechtsnachfolgerin der 1983 übernommenen Gulf Oil den Ausstieg aus der Beteiligung an der Raststätte. An der Generalversammlung vom 19. Juni 2012 wurde das Aktienkapital neu strukturiert; in diesem Rahmen wurde einerseits eine Kapitalherabsetzung mittels Vernichtung von 500 Namenaktien und 456 Namenpartizipationsscheinen vorgenommen, andererseits wurden die ausstehenden 2544 Namenpartizipationsscheine in Namenaktien gewandelt. Mitte 2017 wurde bekannt, dass die «Bovida Real Estate AG» mit Sitz in Baar ZG die Raststätte rückwirkend per 1. April 2017 übernommen hat.
Unter den neuen Eigentümern wurde die Raststätte zwischen Ende September und Ende November 2019 für rund 10 Millionen Franken erneuert. Hervorgehoben wurden die Erneuerung von Böden, Decken und Beleuchtung, der erstmalige Einbau zweier Rolltreppen zwischen den beiden Publikumsgeschossen, die Erneuerung des Aussenspielplatzes, der Ausbau auf 560 Parkplätze und die rollstuhlgängige Gestaltung der gesamten Anlage. Mit der Inbetriebnahme von zwanzig Ladestationen für Elektrofahrzeuge in Zusammenarbeit mit dem Schweizer Unternehmen GoFast sowie der Umstellung aller Lichtquellen auf LED, was zu einer Einsparung von 85 Prozent des vorherigen Energieverbrauchs führte, wurde ein Fokus auf Nachhaltigkeit gelegt. Zudem wurde für die Zukunft der Bau einer Photovoltaikanlage sowie der schrittweise Ausbau der E-Tankstellen angekündigt. Im Frühjahr 2020 baute die Coop Genossenschaft ihre Rolle als Ankermieterin des Gastronomie- und Shoppingbereichs mit der Eröffnung einer neuen Coop-Filiale sowie eines vierten Marché-Formats weiter aus; der Ausbau erfolgt auf Kosten der Filiale der Migros Aare und der Herrenbekleidungsfiliale von Globus.

## Medien

### A1 – die Raststätte
Im Sommer 2015 dokumentierte «Schweiz aktuell» während drei Wochen das Leben an der A1. Täglich wurde live von der Raststätte Würenlos gesendet und das Leben rund um die A1 und die Raststätte beleuchtet.

### EDX – Livestream
Am 3. Juli 2020 hat der Schweizer DJ und House-Produzent EDX ein zweistündiges Liveset vom Dach der Raststätte Würenlos gestreamt. Der Auftritt entstand aus der Idee des Künstlers, seinen Fans während der Coronakrise eine risikofreie Show zu bieten.

### Eröffnung Schuler St. Jakobskellerei
Am 6. Januar 2021 hat die Schuler St. Jakobskellerei an der Raststätte Würenlos schweizweit das erste Weinfachgeschäft an einer Raststätte eröffnet. Die Eröffnung erfolgte, nachdem der Alkoholausschank und -verkauf auf Autobahnraststätten per 2021 wieder erlaubt wurde.

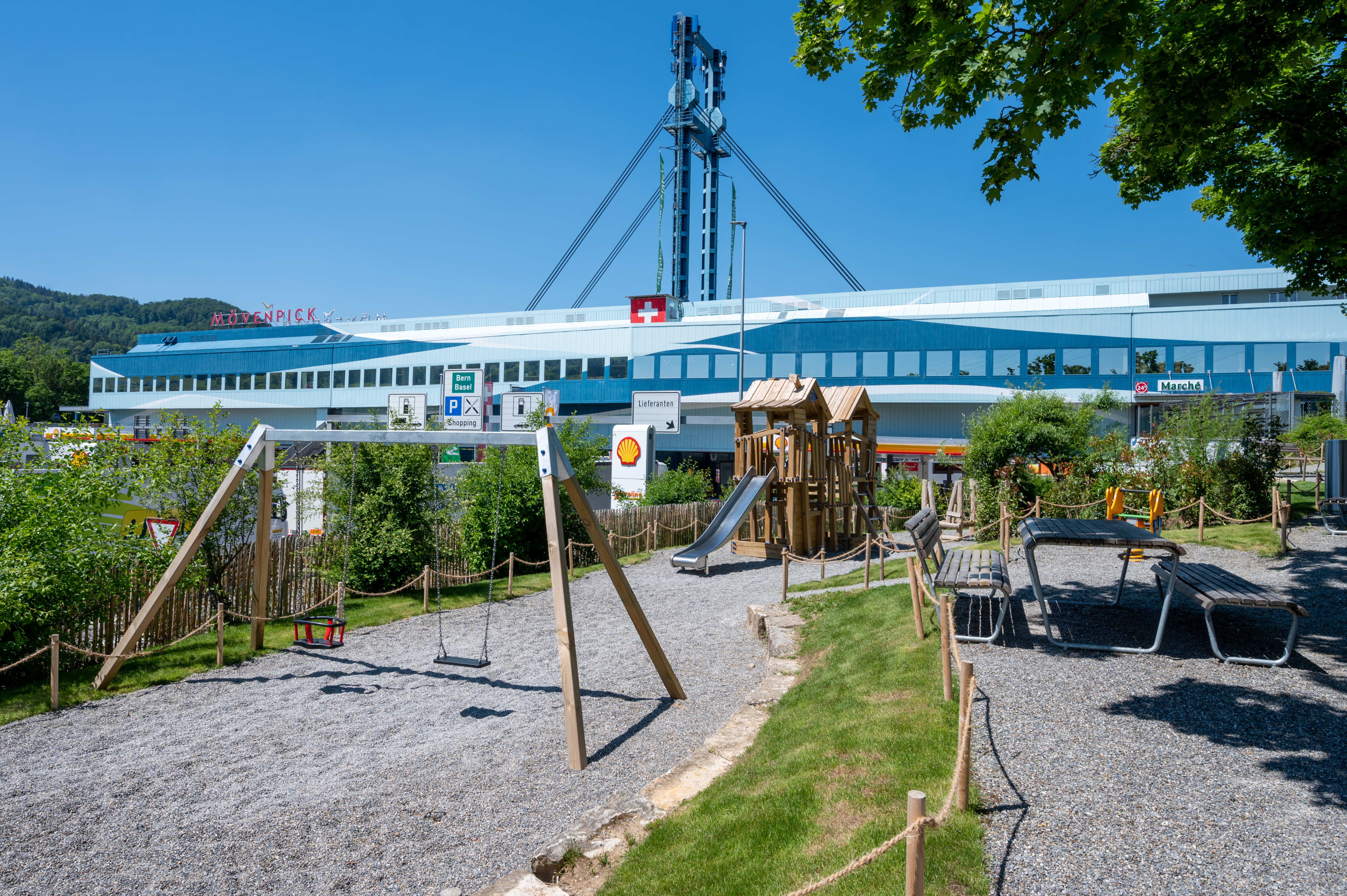
Ansicht der Shopping-Raststätte Würenlos vom Spielplatz auf der Waldseite (Fahrtrichtung Basel/Bern)

### Asterix bei den Schweizern
In dem 1970 erschienenen 16. Band der Asterix-Reihe wird mit der Autobahnraststätte Ess-O-Guck auf das Gebäude angespielt.